# Тале Тодев
Тале Тодев е български революционер, войвода на Вътрешната македоно-одринска революционна организация.

## Биография
Роден е в битолското село Иваневци, тогава в Османската империя. Присъединява се към ВМОРО. При избухването на Илинденско-Преображенското въстание през лятото на 1903 година е битолски войвода и действа в отряда на Пито Гули, с който участва в сражението при Мечкин камен. Заловен е от турците и осъден на доживотна каторга за „разбойничество, за да се наруши порядъкът“. Заточен е в Диарбекирската крепост. Амнистиран е с общата амнистия от 12 април 1904 година.